# Contraloría General de la República de Chile
La Contraloría General de la República es la entidad fiscalizadora superior de Chile, de carácter autónomo y rango constitucional, encargada de ejercer el control de legalidad de los actos de la Administración Pública, fiscalizar el ingreso y la inversión de los fondos fiscales, municipales y de los demás organismos y servicios que determinen las leyes, examinar y juzgar las cuentas de las personas que tengan a su cargo bienes fiscales y municipales, llevar la contabilidad general de la Nación y desempeñar las demás funciones encomendadas por la ley.
En el ejercicio de sus funciones, la Contraloría toma razón de los actos de la Administración, actuación mediante la cual señala que el decreto o resolución se encuentra conforme a la Constitución y a las leyes, o bien, en caso contrario, procede a representarlo cuando tiene algún vicio de inconstitucionalidad o de legalidad.

## Historia

### Antecedentes

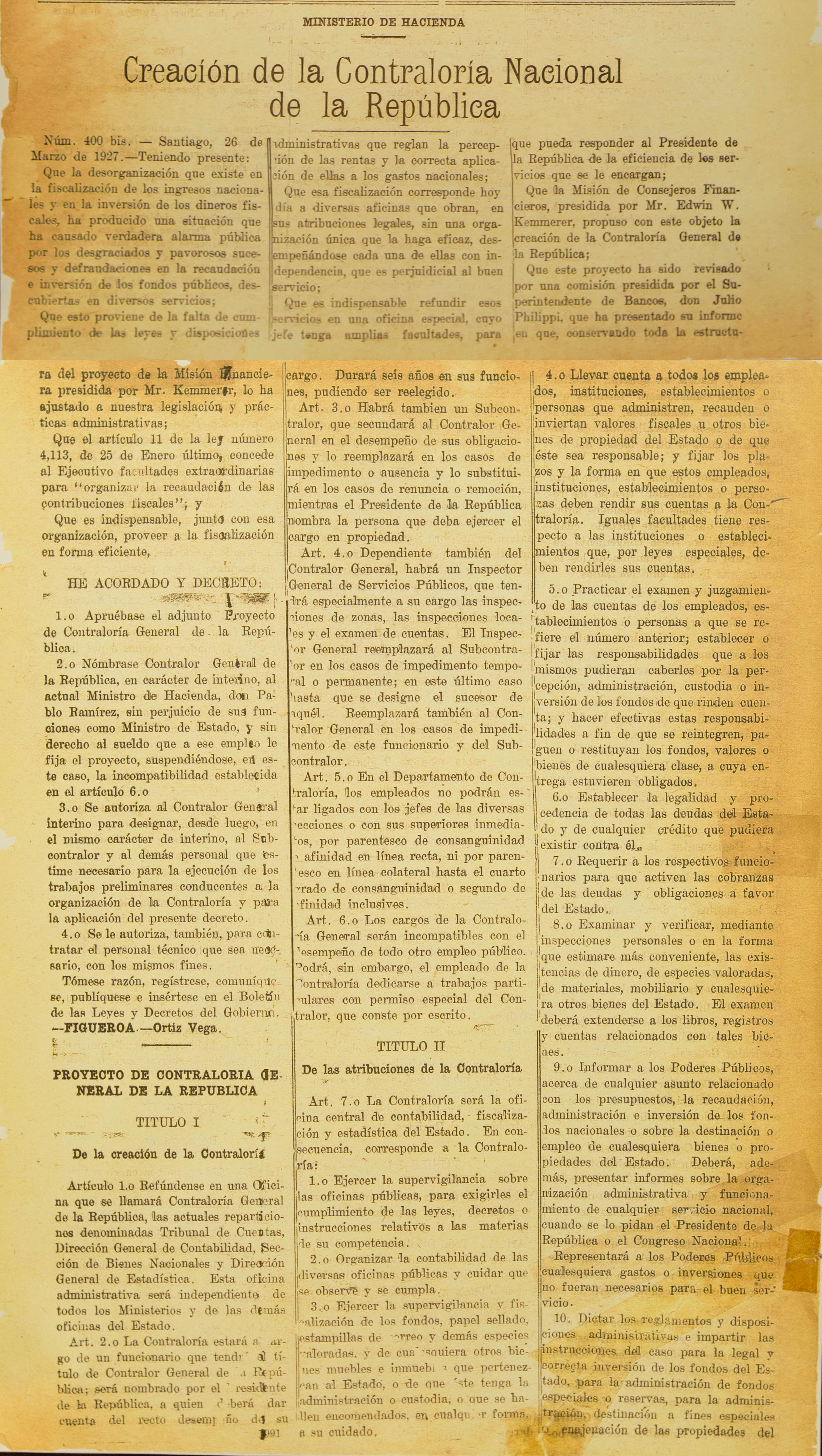
Decreto con Fuerza de Ley N.° 400 bis, publicado en 1927 por el Ministerio de Hacienda con el que se crea la Contraloría General de la República de Chile.

En el Chile colonial, el cabildo de la recién fundada ciudad de Santiago, dispuso el nombramiento de cuatro oficiales encargados de velar por el correcto uso de las Cajas Reales, entre estos, un veedor, encargado del control de las finanzas de la novel colonia. Dichas funciones —junto con otras— se radicarían en 1567 en una entidad denominada como la Audiencia y Cancillería Real (la Real Audiencia), con sede inicial en la ciudad de Concepción. Esta entidad, aparte de actuar como Tribunal Supremo de Justicia, desempeña labores relacionadas con el control de la administración financiera y del comportamiento de los agentes estatales, sirviendo, de alguna manera, como garantía del ejercicio regular de las atribuciones gubernativas.
Sin embargo, su rol preponderante durante la Colonia va perdiendo fuerza, y ya a mediados del siglo XVIII las funciones fiscalizadoras, consultivas y normativas son entregadas a la Contaduría Mayor de Cuentas del Reino de Chile, institución que constituye la antecesora original de diversos organismos que nacieron una vez consolidada el proceso de emancipación de la República. Sus labores fueron distribuidas entre el Tribunal de Cuentas y la Contaduría Mayor del Estado, radicándose en este último la función de revisar preventivamente, tomando razón de los actos de la Administración del Estado que comprometen a la hacienda pública, cuyo ejercicio permite al entonces Contador Mayor representar al presidente de la República la inconstitucionalidad o ilegalidad de las correspondientes medidas, sin perjuicio de que este pudiese reiterar su trámite mediante un "decreto de insistencia". A la Contaduría Mayor toca también efectuar los exámenes de cuentas.
En el año 1869, se crea la Dirección General de Contabilidad, entidad encargada de llevar la contabilidad pública. Por su parte, en 1888 se promulga la ley que crea el Tribunal de Cuentas, sucesor de la Contaduría. Este tribunal se dividía en dos organizaciones internas, la primera encargada de examinar las cuentas, y la segunda —la Corte de Cuentas— de juzgarlas. Este organismo tenía importantes atribuciones, debiendo destacarse la de supervigilancia de las oficinas fiscales y la de informar al Congreso Nacional sobre la legalidad de la Cuenta de Inversión, que debía presentar anualmente el Poder Ejecutivo.

### Creación de la Contraloría
En el año 1925, el Gobierno de Chile contrata la denominada Misión Kemmerer, dirigida por Edwin Walter Kemmerer, profesor de Economía de la Universidad de Princeton, la cual propuso, entre otros proyectos, el establecimiento de la Contraloría General de la República, a partir de «la supresión de la Dirección General de Contabilidad, del Tribunal de Cuentas, de la Dirección General de Estadística y de la Inspección General de Bienes de la Nación».
Sometido al análisis y el dictamen de una comisión revisora presidida por el superintendente de Bancos, Julio Philippi (que le formuló indicaciones tendientes a armonizar sus ideas matrices e innovaciones con la legalidad y las prácticas administrativas del país). Así, fruto de un proceso en que se aprovecha la tradición nacional, materializada hasta esa fecha en la Dirección General de Contabilidad y el Tribunal de Cuentas, se crea la nueva entidad fiscalizadora con el Decreto con Fuerza de Ley N.º 400 bis, del 26 de marzo de 1927.
Posteriormente, en el año 1943, con la promulgación de la ley N.º 7.727, se otorga rango constitucional al organismo contralor –entre otras materias–, y en 1953, se aprueba su Ley Orgánica, cuyo texto refundido, coordinado y sistematizado fue aprobado en el año 1964, la cual ha experimentado numerosas modificaciones expresas y tácitas.

## Estructura y organización
El capítulo X de la Constitución chilena establece un organismo autónomo con el nombre de Contraloría General de la República, el cual ejercerá las funciones que el artículo 98 le señala.

### Contralor general de la República

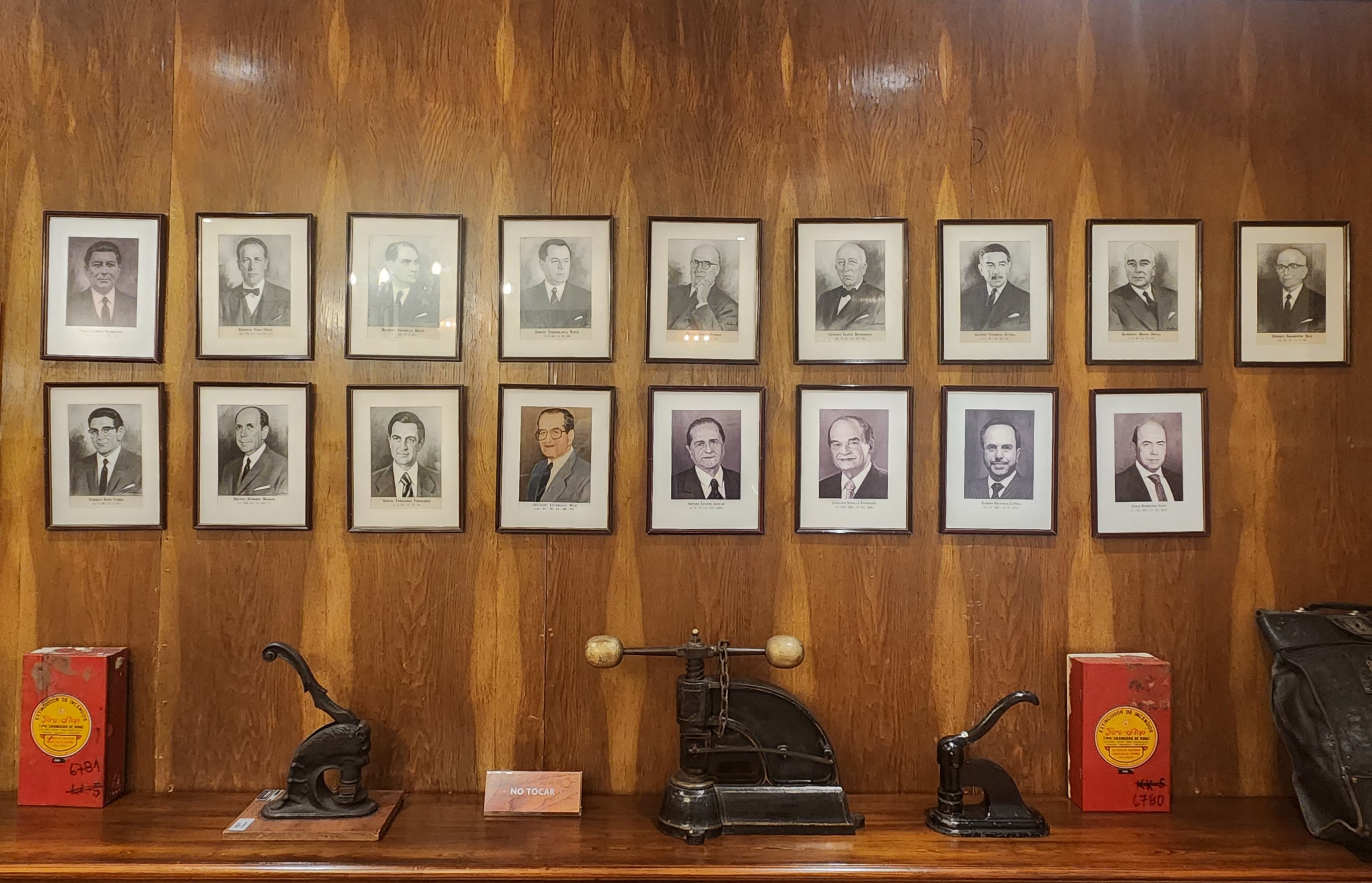
Galería de Contralores Generales de Chile.

El artículo 98 de la Constitución Política de Chile establece que la Contraloría será dirigida por una persona denominada Contralor general de la República, el cual será designado por el presidente de la República con acuerdo de tres quintos de los senadores en ejercicio, y durará ocho años en el cargo, no pudiendo ser designado para el período siguiente.
Para ser propuesto para el cargo, la persona debe estar en posesión del título de abogado por un periodo no menor a diez años, haber cumplido cuarenta años de edad, ser ciudadano con derecho a sufragio y cesará en su cargo al cumplir 75 años de edad. Es reemplazado ante su ausencia por el subcontralor general de la República, quien también debe ser abogado.
Desde la creación de dicha institución, los contralores generales han sido:
| Contralor | Contralor                  | Inicio                   | Término                 | Presidentes                                                                |
| --------- | -------------------------- | ------------------------ | ----------------------- | -------------------------------------------------------------------------- |
|           | Pablo Ramírez Rodríguez    | 26 de marzo de 1927      | 21 de julio de 1927     | Emiliano Figueroa Larraín Carlos Ibáñez del Campo                          |
|           | Kenneth Page Oxley         | 22 de julio de 1927      | 14 de diciembre de 1927 | Carlos Ibáñez del Campo                                                    |
|           | Rodolfo Jaramillo Bruce    | 5 de enero de 1928       | 8 de enero de 1929      | Carlos Ibáñez del Campo                                                    |
|           | Edecio Torreblanca White   | 9 de enero de 1929       | 5 de noviembre de 1929  | Carlos Ibáñez del Campo                                                    |
|           | Miguel Solar Formas        | 7 de noviembre de 1929   | 22 de febrero de 1932   | Carlos Ibáñez del Campo Juan Esteban Montero Rodríguez                     |
|           | Gustavo Ibáñez Rondizzoni  | 23 de febrero de 1932    | 31 de diciembre de 1938 | Juan Esteban Montero Rodríguez Arturo Alessandri Palma                     |
|           | Agustín Vigorena Rivera    | 5 de enero de 1939       | 18 de diciembre de 1945 | Pedro Aguirre Cerda Juan Antonio Ríos Morales                              |
|           | Humberto Mewes Bruna       | 7 de febrero de 1946     | 14 de junio de 1952     | Juan Antonio Ríos Morales Gabriel González Videla                          |
|           | Enrique Bahamonde Ruiz     | 16 de septiembre de 1952 | 11 de mayo de 1959      | Gabriel González Videla Carlos Ibáñez del Campo Jorge Alessandri Rodríguez |
|           | Enrique Silva Cimma        | 15 de mayo de 1959       | 31 de enero de 1967     | Jorge Alessandri Rodríguez Eduardo Frei Montalva                           |
|           | Héctor Humeres Magnan      | 11 de agosto de 1967     | 29 de diciembre de 1977 | Eduardo Frei Montalva Salvador Allende Gossens Augusto Pinochet Ugarte     |
|           | Sergio Fernández Fernández | 1 de enero de 1978       | 11 de abril de 1978     | Augusto Pinochet Ugarte                                                    |
|           | Osvaldo Iturriaga Ruiz     | 12 de abril de 1978      | 31 de marzo de 1997     | Augusto Pinochet Ugarte Patricio Aylwin Azócar Eduardo Frei Ruiz-Tagle     |
|           | Arturo Aylwin Azócar       | 2 de abril de 1997       | 11 de agosto de 2002    | Eduardo Frei Ruiz-Tagle Ricardo Lagos Escobar                              |
|           | Gustavo Sciolla Avendaño   | 12 de agosto de 2002     | 19 de julio de 2006     | Ricardo Lagos Escobar Michelle Bachelet Jeria                              |
|           | Ramiro Mendoza Zúñiga      | 10 de abril de 2007      | 10 de abril de 2015     | Michelle Bachelet Jeria Sebastián Piñera Echenique Michelle Bachelet Jeria |
|           | Jorge Bermúdez Soto        | 17 de diciembre de 2015  | 17 de diciembre de 2023 | Michelle Bachelet Jeria Sebastián Piñera Echenique Gabriel Boric Font      |
|           | Dorothy Pérez Gutiérrez    | 6 de noviembre de 2024   | 6 de noviembre de 2032  | Gabriel Boric Font                                                         |

### Subcontralor general
El subcontralor reemplaza al contralor en caso de vacancia y sus funciones están centradas, principalmente, en desarrollar tareas de estudio y firma de documentos relativos a materias en que se le haya delegado esta atribución. Además, se desempeña como juez del Tribunal de Cuentas de Primera Instancia en el juicio de cuentas.
De conformidad a la ley N.º 10.336, “De Organización y Atribuciones de la Contraloría General de la República”, corresponde al subcontralor:
- Reemplazar al contralor general mientras se nombre al titular en caso de vacancia;
- Estudiar especialmente los asuntos que por disposición del contralor pasen a su despacho y presentar a éste los informes o proyectos de resolución que emanen de su estudio;
- Firmar "por orden del contralor" la parte del despacho del contralor general que éste señale por resolución escrita, pudiendo incluir en ella los pronunciamientos sobre la toma de razón de los decretos y resoluciones respecto de determinadas materias, sin perjuicio de la responsabilidad constitucional del contralor;
- Dirigir la labor del examen de cuentas, y
- Cooperar, en general, a la labor que corresponde al contralor de acuerdo a la ley.

Actualmente el cargo de Subcontralor general es ocupado por Víctor Hugo Merino. 

## Funciones

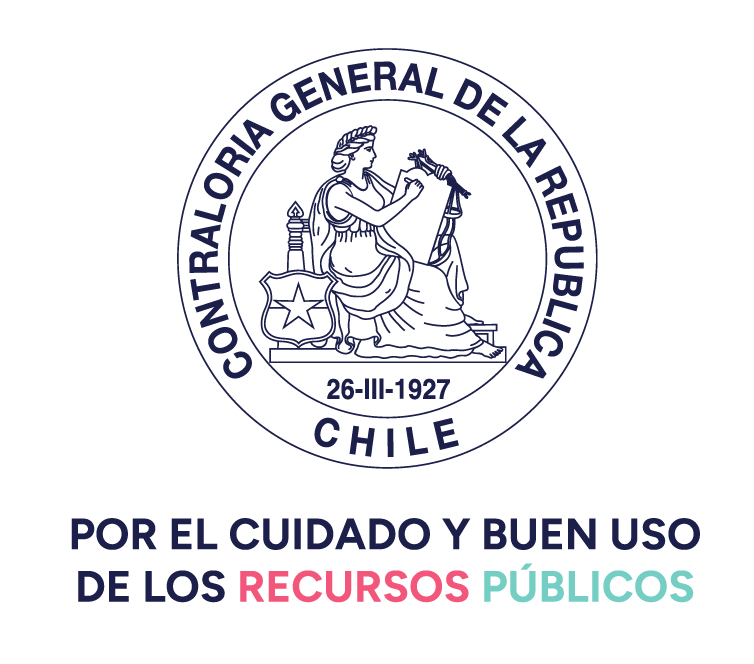
Logotipo de la Contraloría General de la República.

### Auditoría
La Contraloría realiza auditorías para velar por el cumplimiento de las normas jurídicas, el resguardo del patrimonio público y la probidad administrativa. Estas auditorías evalúan los sistemas de control interno de los servicios; fiscalizan la aplicación de las disposiciones sobre administración financiera del Estado, en especial las de ejecución de los estados financieros; comprueban la veracidad de la documentación sustentadora; verifican el cumplimiento de las normas estatutarias aplicables a los funcionarios públicos; y formulan proposiciones para subsanar las irregularidades detectadas. Esta función, llamada “de Control Externo”, contempla también los requerimientos de la Cámara de Diputados en uso de sus facultades fiscalizadoras, ya sea en forma individual por un diputado o a través de una comisión permanente o investigadora. El examen de cuentas, que constitucionalmente corresponde efectuar en forma privativa a la Contraloría, está dentro de las auditorías

### Jurídica
La principal función de la Contraloría es controlar la juridicidad de los actos de la Administración del Estado, para asegurar que se ajusta al ordenamiento jurídico y respeta las normas y principios que garantizan el Estado de Derecho. Emite pronunciamientos jurídicos obligatorios para la Administración del Estado –dictámenes y oficios que conforman la jurisprudencia administrativa- y el control de las órdenes formales emanadas de la Administración Activa, que puede ser preventivo, simultáneo o a futuro.

#### Función de Dictaminar
Una relevante función que el Estado de Derecho otorga a la Contraloría es la potestad dictaminadora, es decir, la facultad de interpretar las normas jurídicas para el ámbito administrativo y que se materializa en informes jurídicos obligatorios para los servicios sometidos a su fiscalización.
A través de una interpretación uniforme y consistente, la jurisprudencia administrativa contribuye a orientar múltiples decisiones de los órganos y servicios públicos, posibilitando que la regulación aplicable a estos últimos sea coherente, íntegra y estable. De esta manera se facilita que las declaraciones generales y abstractas de la normativa legal relacionada con la ética pública se transformen en normas específicas de conducta.
El sistema jurídico basado en el precedente administrativo, es decir, la interpretación uniforme de una misma regla jurídica, permite que los ciudadanos tengan una legítima expectativa de que la Administración del Estado toma decisiones de manera armónica y según criterios manifestados con anterioridad en situaciones equivalentes.
Todo ciudadano puede solicitar a la Contraloría que revise la legalidad de un acto de la Administración a través de la emisión de un dictamen o resolución.

#### Toma de Razón
El control preventivo de juridicidad se efectúa a través del trámite constitucional de la toma de razón, por el cual la Contraloría verifica la constitucionalidad y la legalidad de los decretos y resoluciones que deben ser tramitados ante ella y de los Decretos con Fuerza de Ley que dicta el presidente de la República. Este control de juridicidad no implica un pronunciamiento o calificación sobre el mérito o la conveniencia de las decisiones políticas o administrativas.
Existen actos administrativos exentos de toma de razón que deben ser remitidos para su registro o anotación material.

### Jurisdiccional
Se verifica mediante el Juicio de Cuentas establecido en el Título VIII de su Ley Orgánica, por el cual se busca determinar la responsabilidad civil por la actividad  de un funcionario que en su función haya ocasionado un perjuicio al erario fiscal.
Se tramita en primera instancia ante el subcontralor o la persona que éste designe, y se inicia con un requerimiento o "Reparo" de la cuenta presentada, iniciado por el jefe de División del respectivo servicio o el contralor regional. El funcionario, una vez notificado, tiene 15 días para interponer excepciones y defensas, además de solicitar diligencias y ofrecer documentos. Luego, Después, hay otros 15 días para la rendición de prueba, la que se hará en audiencia oral. Una vez acabado esto, el juez de cuentas dictará sentencia en un plazo no mayor a 30 días desde la audiencia de prueba. La sentencia es recurrible dentro de 15 días ante un tribunal colegiado formado por el contralor general y dos abogados.
Si en el proceso se advierte la posible comisión de delitos, el juez ordenará hacer la denuncia penal correspondiente, y si tienen relación directa con el reparo objeto del juicio, suspenderá el procedimiento hasta que recaiga resolución ejecutoriada en el juicio criminal.